# Fernando Palacios
Fernando Palacios, né le 4 septembre 1916 à Saragosse et mort le 17 septembre 1965 à Madrid, est un réalisateur espagnol.

## Biographie
Diplômé en sciences exactes en 1941, sa carrière professionnelle s'oriente cependant vers le monde du cinéma. Il débute comme assistant réalisateur dans les années 1940, travaillant notamment aux côtés de son oncle Florián Rey et de Ladislas Vajda. Parmi ses films, citons Séptima página (es), Marcelin, pain et vin (1955) et Las chicas de la Cruz Roja (1958).
En 1952, il coréalise son premier film, Les Amants de Tolède, en partenariat avec le français Henri Decoin, avec, entre autres, Alida Valli, Pedro Armendáriz et José Isbert.
Sa période la plus active en tant que réalisateur coïncide avec la première moitié des années 1960, dans les années précédant sa mort.
De cette période date l'un des plus grands succès au box-office de l'histoire du cinéma espagnol, la comédie El día de los enamorados (es) (1959), une comédie de mœurs et de manières, avec Conchita Velasco et Tony Leblanc, qui a connu un énorme succès à l'époque.
Par la suite, il a réalisé plusieurs films qui ont connu un grand succès auprès du public, tels que Tres de la Cruz Roja (es) (1961), Vuelve San Valentín (es) (1962) ; Une famille explosive (1962) et sa suite La familia y uno más (es) (1965), Whisky et Vodka (1965), Marisol rumbo a Río (es) (1963) et Búsqueme a esa chica (es) (1965), tous deux avec Marisol.
Il meurt subitement en septembre 1965.

## Filmographie

### Réalisateur
- 1953 : Les Amants de Tolède (coréalisé avec Henri Decoin)
- 1958 : Il marito (coréalisé avec Nanni Loy et Gianni Puccini)
- 1959 : El redentor
- 1959 : El día de los enamorados (es)
- 1960 : Juanito (Unsere Heimat ist die ganze Welt)
- 1961 : Siempre es domingo (es)
- 1961 : Tres de la Cruz Roja (es)
- 1962 : Une famille explosive (La gran familia)
- 1962 : Vuelve San Valentín (es)
- 1963 : Marisol rumbo a Río (es)
- 1963 : Operación: Embajada
- 1964 : Búsqueme a esa chica (es)
- 1965 : Whisky et Vodka (Whisky y vodka)
- 1965 : La familia y uno más (es)